# Ciemne Smreczyny (Dolina Koprowa)

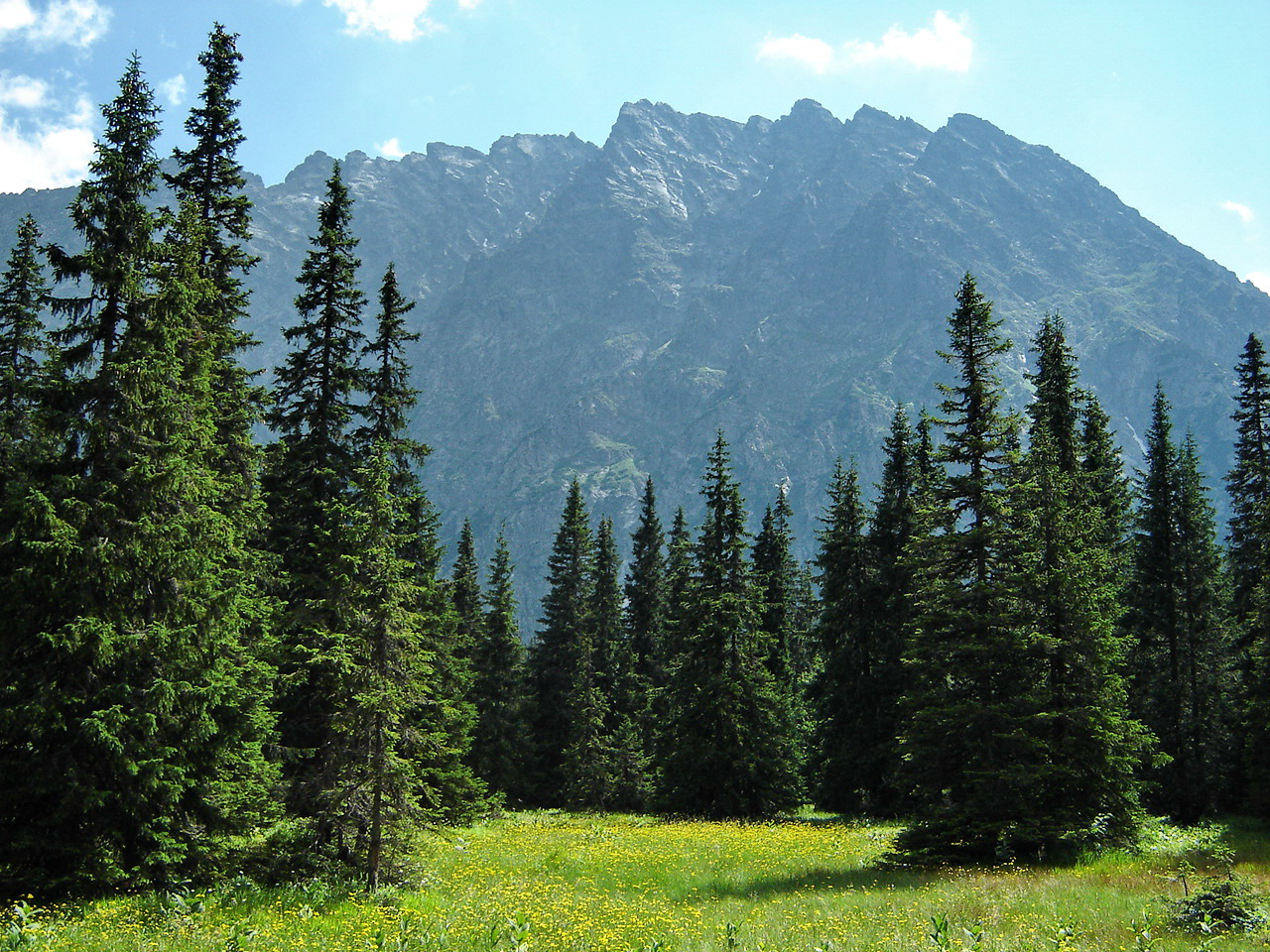
Ciemne Smreczyny i Grań Hrubego

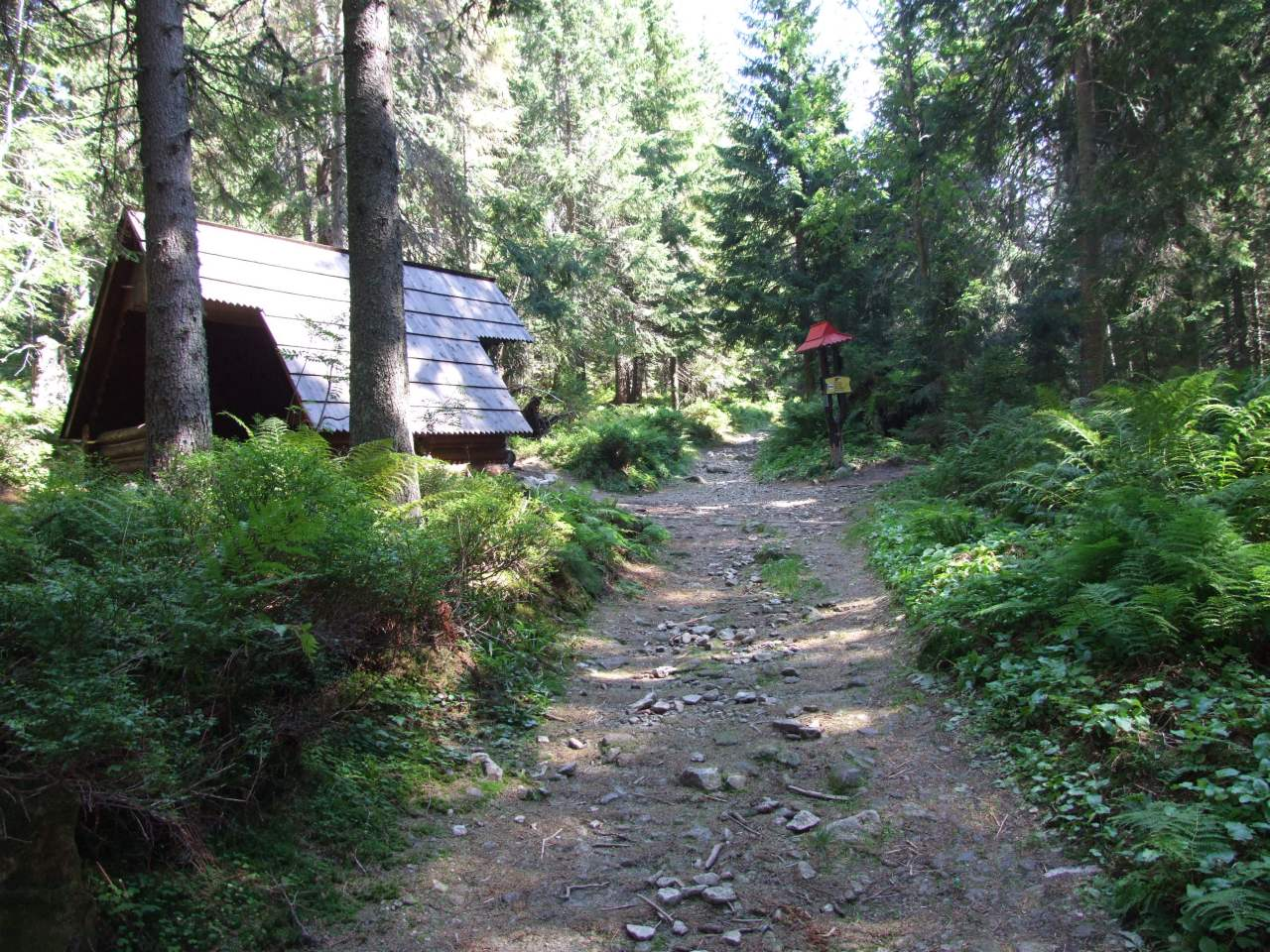
Rozdroże pod Hlińską

Ciemne Smreczyny (słow. Temné Smrečiny) – część Doliny Koprowej w słowackich Tatrach Wysokich, w miejscu, w którym uchodzi do niej Dolina Hlińska i Dolina Ciemnosmreczyńska. Nazwą tą określa się miejsce od Garajowej Polany aż po górną granicę lasu i pochodzi ona stąd, że dawniej rósł tutaj bujny las świerkowy (w podhalańskiej gwarze smreczyny). Był on bujny szczególnie w porównaniu z wyniszczonymi lasami w innych dolinach. Obecnie jednak, gdy od kilkudziesięciu już lat Tatry są parkiem narodowym, w innych dolinach odtworzył się bujniejszy las, tak że ten w Ciemnych Smreczynach nie jest już imponujący na tle innych tatrzańskich lasów.
Przed drugą wojną światową Dolina Koprowa i Ciemne Smreczyny były często odwiedzane przez  turystów, głównie polskich. Chodzono tutaj z przełęczy Liliowe przez Zawory. Po wojnie ruch turystyczny znacznie się tutaj zmniejszył w wyniku zamknięcia tego szlaku turystycznego. W dawnej literaturze polskiej Ciemne Smreczyny były często opiewane przez poetów i opisywane przez pisarzy, m.in. przez Jana Kasprowicza, Kazimierza Tetmajera, Stanisława Witkiewicza, Tadeusza Bocheńskiego, Marię Pawlikowską-Jasnorzewską. W latach 1895–1924 w Ciemnych Smreczynach istniał prymitywny schron bez drzwi Watra o wymiarach 2,5 × 3,5 m, wybudowany przez Towarzystwo Tatrzańskie. Mimo spartańskich warunków biwakowali w nim polscy turyści zachwycając się:  ów potok w głębi jaru huczący nieustannie, spokój tego pustkowia zupełnego, wszystko to człowieka specjalnie nastraja. Poobwijani w pledy i peleryny leżymy patrząc w watrę.
Znajdują się tutaj dwa rozdroża szlaków turystycznych: rozdroże w Hlińskiej i rozdroże w Ciemnych Smreczynach.

## Szlaki turystyczne
– niebieski szlak od Trzech Źródeł przez rozdroże pod Gronikiem, Dolinę Koprową, rozdroże pod Hlińską i  Dolinę Hlińską na Koprową Przełęcz
  – zielony szlak z rozdroża pod Hlińską na Zawory
  – czerwony szlak z rozdroża pod Ciemnymi Smreczynami do Niżniego Ciemnosmreczyńskiego Stawu